# Red Bank
Red Bank es un lugar designado por el censo ubicado en el condado de Lexington, en el estado estadounidense de Carolina del Sur. La localidad tenía en el año 2000 una población de 8.811 habitantes en una superficie de 31.4 km², con una densidad poblacional de 286 personas por km². 

## Geografía
Red Bank se encuentra ubicado en las coordenadas 33°55′55″N 81°13′49″O / 33.93194, -81.23028. Según la Oficina del Censo, el pueblo tiene un área total de 31,4 km² (12,1 mi²), de la cual 30,8 km² (11,9 mi²) es tierra y 0,6 km² (0,2 mi²) (1.90%) es agua.

### Localidades adyacentes
El siguiente diagrama muestra a las localidades en un radio de 12 kilómetros (7,5 mi) de Red Bank.

## Demografía
En el 2000 la renta per cápita promedia del hogar era de $42.072, y el ingreso promedio para una familia era de $50.838. El ingreso per cápita para la localidad era de $18.664. En 2000 los hombres tenían un ingreso per cápita de $36.347 contra $26.016 para las mujeres. Alrededor del 7.9% de la población estaba bajo el umbral de pobreza nacional. 